# 柳田殖生
柳田 殖生（やなぎだ しげお、1982年3月31日 - ）は、兵庫県西脇市出身の元プロ野球選手（内野手）、野球指導者。

## 経歴

### プロ入り前
1999年に福知山商高（現・福知山成美高）が甲子園に初出場した時の4番ショート。その時は2回戦まで進出した。
卒業後は社会人野球のデュプロへ入社したが、1年で退部して野球を諦めアルバイト生活を送っていた。
1年半のあいだ瓦屋として働いていたが、周りに説得されて野球の道に戻り、2003年にNOMO Baseball Clubに入団。2005年のクラブ選手権で優勝した。都市対抗は1回戦で敗退。
2005年11月18日に行われた大学・社会人ドラフト会議では、中日ドラゴンズから5巡目で指名され、入団。本クラブ出身選手としては初めてのプロ野球選手になった。

### 中日時代

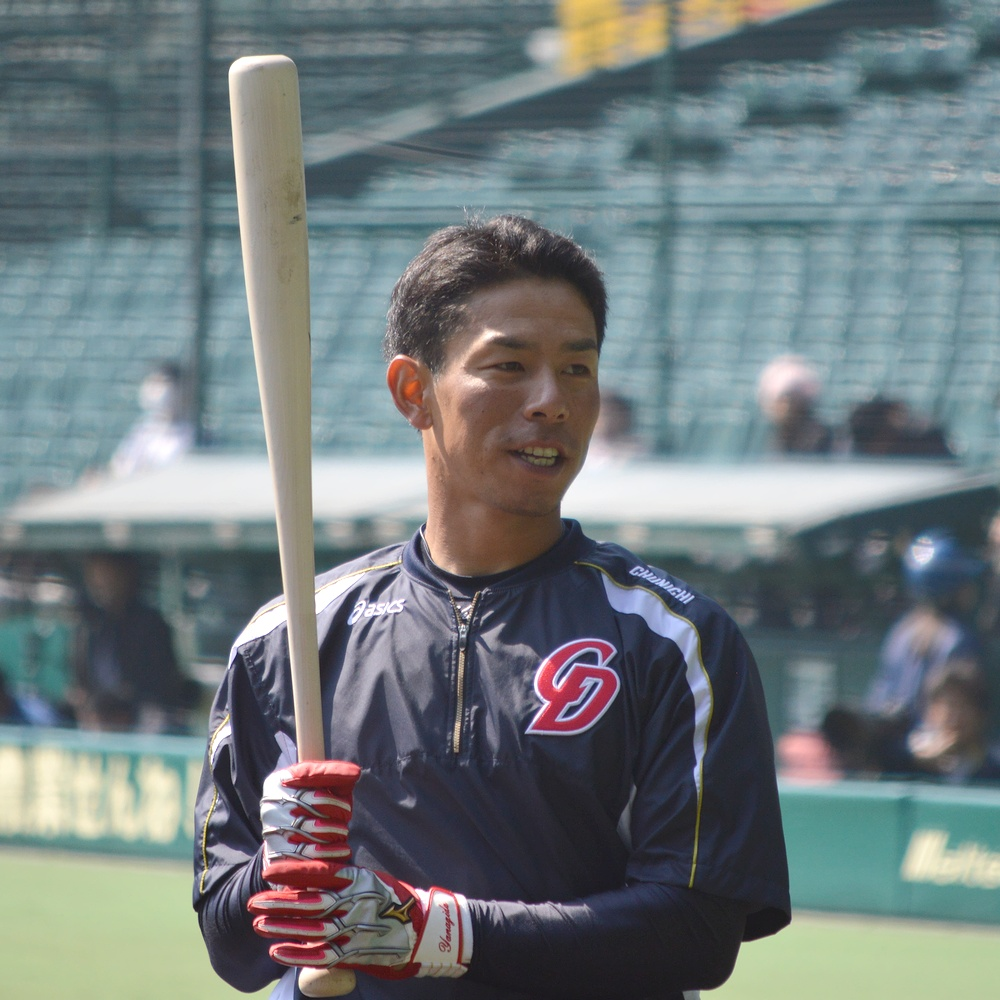
中日時代（2013年3月6日、阪神甲子園球場）

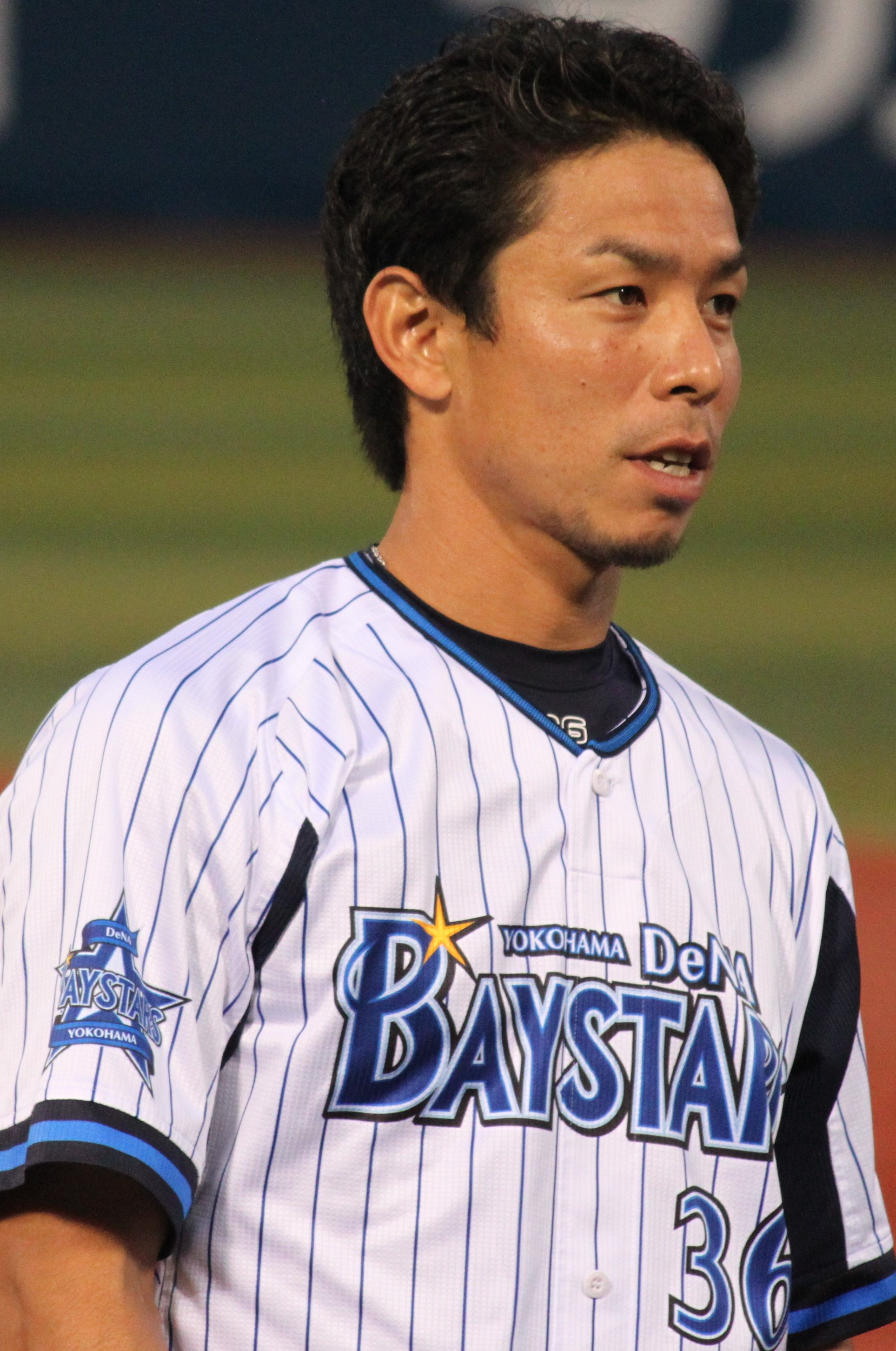
DeNA時代（2014年9月15日 横浜スタジアム）

2006年
ルーキーイヤーは一軍出場なしに終わったが、二軍では遊撃手としてチームトップの57試合に起用され、将来のレギュラー候補と期待された。
2007年
6月20日の対オリックス・バファローズ戦で、代走として一軍初出場を果たす。6月23日、対福岡ソフトバンクホークス戦で、8番･三塁手で初めてスタメン出場し、第1打席でプロ初安打を、第2打席ではプロ初本塁打をそれぞれ杉内俊哉より放った。
2008年
内野のレギュラーが固定されていたため一軍出場なしに終わったが、二軍では内野の全ポジションで起用された。
2009年
過去3年間2割台前半だった打撃が成長し、二軍でリーグ2位（チームトップ）の打率.325、リーグ3位の出塁率.403を記録した。
2010年
二軍で100試合に出場し、打率.270、出塁率.353に終わる。また4年連続で内野の全ポジションを守った。
2011年
二軍では主に4番で出場し、自身初タイトルの首位打者となる打率.319を記録しウエスタン・リーグ優勝に貢献、なお2位は同僚の中田亮二で、最終戦まで抜きつ抜かれつの僅差であった。しかし、ジョエル・グスマンや佐伯貴弘らがいたために、この年も一軍での出場機会に恵まれなかった。
2012年
高木守道新監督から「期待の選手」として名前を挙げられ、昨年までの実績を買われてシーズンの多くを一軍で過ごした。5年ぶりの適時打や、好走塁でサヨナラのホームを踏むなど過去最高の成績を残した。8月2日の東京ドームでの読売ジャイアンツ戦では、勝ち越しとなる押し出し死球を受けてお立ち台に登った。
2013年
一軍で24試合に出場したが、10月28日に球団から戦力外通告を受けた。

### DeNA時代
2013年11月10日に横浜DeNAベイスターズが獲得する事が発表された。
2014年
オープン戦での打撃好調と内野守備のユーティリティ性を買われ開幕一軍入りを果たす。5月29日のソフトバンク戦では欠場した石川雄洋に代わり2番・二塁で先発出場し、7年ぶりの本塁打を含む5打数4安打2打点と活躍。自身初の猛打賞を記録した。この年はほぼ全ての面で自己最高の成績を残し、キャリアハイの74試合に出場した。遊撃手や三塁手として先発出場することもあった。
2015年
7月14日の巨人戦では代打で同点適時二塁打を放つと、その次の打席でも二点適時打を放つ活躍を見せ、お立ち台に登った。だがシーズンを通しては24試合の出場で打率.209、3失策と打撃でも守備でも粗い面が目立った。
2016年
開幕一軍ベンチ入りし、主に代打、守備固めで起用されるも安打1本のみの打率.048と活躍することはできなかった。7月3日にシーズン二度目の二軍落ちをし、以後の昇格は無かった。10月2日、球団より戦力外通告を受け、その後現役引退を表明した。12月2日、自由契約公示された。

### 現役引退後
2017年はDeNAの球団職員に転身し、編成業務に就いた。10月2日にDeNAのコーチ契約締結が発表された。11月25日から台湾で開催される2017アジアウインターベースボールリーグにおいて、NPBイースタン選抜の打撃コーチを務める。
2017年11月6日、2018年はDeNAの二軍打撃コーチを務めることが発表された。
2019年は二軍打撃兼内野守備コーチを務めた。
2020年は二軍内野守備走塁コーチ専任となった。
2021年から2022年までは二軍守備走塁コーチを務めたが、実際は外野守備を担当。現役時代は外野手としての経験はほとんどなかったが、指導力や選手と向き合う姿勢などを買われ、同コーチ就任を打診された。
2023年は二軍外野守備走塁コーチを務めた。
2024年は再び二軍内野守備走塁コーチを務めた。
2025年からは田代富雄、大村巌、石井琢朗、鈴木尚典の4コーチと共に役職が一軍・二軍の区別のない野手コーチに変更となった。

## 人物
クラブチーム時代は堺市にある株式会社コアー建築工房で朝8時から建築現場でアルバイト、夜7時からNOMO Baseball Clubで毎日野球をしていた。
入団会見には婚約者同伴で臨んだ。
遊撃手を中心に内野ならどこでも守れる器用さから、懸念問題とされていた「ポスト渡邉博幸」の筆頭と期待され、本人の目指すところも同じと語っていた。その後、ウエスタンリーグの打撃トップ10に名を連ねるなど打撃面での注目度も高かった。
プロ入り2年目の2007年のシーズンで周囲に指摘されるまで、デッドボールのことを「ゼットボール」と勘違いしていた。

## 詳細情報

### 年度別打撃成績
| 年 度     | 球 団     | 試 合 | 打 席 | 打 数 | 得 点 | 安 打 | 二 塁 打 | 三 塁 打 | 本 塁 打 | 塁 打 | 打 点 | 盗 塁 | 盗 塁 死 | 犠 打 | 犠 飛 | 四 球 | 敬 遠 | 死 球 | 三 振 | 併 殺 打 | 打 率 | 出 塁 率 | 長 打 率 | O P S |
| --------- | --------- | ----- | ----- | ----- | ----- | ----- | -------- | -------- | -------- | ----- | ----- | ----- | -------- | ----- | ----- | ----- | ----- | ----- | ----- | -------- | ----- | -------- | -------- | ----- |
| 2007      | 中日      | 9     | 12    | 12    | 1     | 2     | 0        | 0        | 1        | 5     | 1     | 0     | 0        | 0     | 0     | 0     | 0     | 0     | 6     | 0        | .167  | .167     | .417     | .583  |
| 2009      | 中日      | 3     | 5     | 5     | 1     | 1     | 0        | 0        | 0        | 1     | 0     | 0     | 0        | 0     | 0     | 0     | 0     | 0     | 2     | 0        | .200  | .200     | .200     | .400  |
| 2010      | 中日      | 2     | 2     | 2     | 0     | 0     | 0        | 0        | 0        | 0     | 0     | 0     | 0        | 0     | 0     | 0     | 0     | 0     | 0     | 0        | .000  | .000     | .000     | .000  |
| 2011      | 中日      | 3     | 3     | 3     | 0     | 0     | 0        | 0        | 0        | 0     | 0     | 0     | 0        | 0     | 0     | 0     | 0     | 0     | 3     | 0        | .000  | .000     | .000     | .000  |
| 2012      | 中日      | 29    | 26    | 24    | 3     | 5     | 0        | 0        | 0        | 5     | 2     | 0     | 0        | 0     | 0     | 0     | 0     | 2     | 6     | 1        | .208  | .269     | .208     | .478  |
| 2013      | 中日      | 24    | 32    | 32    | 1     | 7     | 1        | 0        | 0        | 8     | 0     | 0     | 0        | 0     | 0     | 0     | 0     | 0     | 8     | 0        | .219  | .219     | .250     | .469  |
| 2014      | DeNA      | 74    | 101   | 88    | 12    | 24    | 3        | 0        | 4        | 39    | 10    | 0     | 0        | 6     | 0     | 2     | 0     | 5     | 20    | 2        | .273  | .326     | .443     | .769  |
| 2015      | DeNA      | 24    | 49    | 43    | 1     | 9     | 2        | 0        | 0        | 11    | 5     | 0     | 0        | 3     | 0     | 1     | 0     | 2     | 11    | 2        | .209  | .261     | .256     | .517  |
| 2016      | DeNA      | 23    | 24    | 21    | 2     | 1     | 0        | 0        | 0        | 1     | 0     | 0     | 0        | 1     | 0     | 2     | 0     | 0     | 6     | 0        | .048  | .130     | .048     | .178  |
| 通算：9年 | 通算：9年 | 191   | 254   | 230   | 21    | 49    | 6        | 0        | 5        | 70    | 18    | 0     | 0        | 10    | 0     | 5     | 0     | 9     | 62    | 5        | .213  | .258     | .304     | .563  |

### 年度別守備成績
| 年 度 | 球 団 | 一塁  | 一塁  | 一塁  | 一塁  | 一塁  | 一塁     | 二塁  | 二塁  | 二塁  | 二塁  | 二塁  | 二塁     | 三塁  | 三塁  | 三塁  | 三塁  | 三塁  | 三塁     | 遊撃  | 遊撃  | 遊撃  | 遊撃  | 遊撃  | 遊撃     |
| 年 度 | 球 団 | 試 合 | 刺 殺 | 補 殺 | 失 策 | 併 殺 | 守 備 率 | 試 合 | 刺 殺 | 補 殺 | 失 策 | 併 殺 | 守 備 率 | 試 合 | 刺 殺 | 補 殺 | 失 策 | 併 殺 | 守 備 率 | 試 合 | 刺 殺 | 補 殺 | 失 策 | 併 殺 | 守 備 率 |
| ----- | ----- | ----- | ----- | ----- | ----- | ----- | -------- | ----- | ----- | ----- | ----- | ----- | -------- | ----- | ----- | ----- | ----- | ----- | -------- | ----- | ----- | ----- | ----- | ----- | -------- |
| 2007  | 中日  | 4     | 4     | 0     | 0     | 2     | 1.000    | -     | -     | -     | -     | -     | -        | 4     | 4     | 3     | 0     | 0     | 1.000    | -     | -     | -     | -     | -     | -        |
| 2009  | 中日  | -     | -     | -     | -     | -     | -        | 1     | 3     | 1     | 0     | 1     | 1.000    | 1     | 0     | 1     | 0     | 0     | 1.000    | -     | -     | -     | -     | -     | -        |
| 2012  | 中日  | 12    | 30    | 0     | 0     | 2     | 1.000    | 9     | 8     | 8     | 0     | 4     | 1.000    | 2     | 0     | 1     | 0     | 0     | 1.000    | 2     | 2     | 1     | 0     | 0     | 1.000    |
| 2013  | 中日  | 3     | 8     | 0     | 0     | 1     | 1.000    | 2     | 2     | 1     | 0     | 0     | 1.000    | 5     | 2     | 4     | 0     | 1     | 1.000    | 7     | 9     | 16    | 1     | 3     | .962     |
| 2014  | DeNA  | 36    | 97    | 5     | 1     | 8     | .990     | 9     | 16    | 18    | 1     | 6     | .971     | 8     | 2     | 6     | 1     | 0     | .889     | 9     | 8     | 18    | 1     | 2     | .963     |
| 2015  | DeNA  | 1     | 1     | 0     | 0     | 0     | 1.000    | 6     | 6     | 8     | 0     | 1     | 1.000    | 2     | 0     | 4     | 1     | 1     | .800     | 6     | 4     | 12    | 2     | 3     | .889     |
| 2016  | DeNA  | 8     | 17    | 1     | 0     | 2     | 1.000    | 4     | 5     | 4     | 0     | 1     | 1.000    | 5     | 0     | 2     | 0     | 2     | 1.000    | 2     | 1     | 3     | 0     | 2     | 1.000    |
| 通算  | 通算  | 64    | 157   | 6     | 1     | 15    | .994     | 31    | 40    | 40    | 1     | 13    | .988     | 27    | 8     | 21    | 2     | 4     | .935     | 26    | 24    | 50    | 4     | 10    | .949     |

### 記録
初記録
- 初出場：2007年6月20日、対オリックス・バファローズ4回戦（石川県立野球場）、6回裏に立浪和義の代走で出場
- 初先発出場：2007年6月23日、対福岡ソフトバンクホークス3回戦（ナゴヤドーム）、8番・三塁手で先発出場
- 初打席・初安打：同上、2回裏に杉内俊哉から左前安打
- 初本塁打・初打点：同上、4回裏に杉内俊哉から左越ソロ

### 背番号
- 53（2006年 - 2013年）
- 36（2014年 - 2016年）
- 85（2018年 - ）

### 登場曲
- 「Rockafeller Stank」ファットボーイスリム（2012年）
- 「Green boys」GReeeeN（2013年）
- 「ヒカレ」ゆず（2014年 - 2016年）

### 代表歴
- 2017アジアウインターベースボールリーグ：NPBイースタン選抜：打撃コーチ[19]